# 2024年全仏オープン
2024年全仏オープン（2024ねんぜんふつオープン、2024 French Open）は、フランス・パリにあるスタッド・ローラン・ギャロスにて、2024年5月26日から6月9日まで開催された。

## 種目

### 男子シングルス
- 優勝： カルロス・アルカラス

### 女子シングルス
- 優勝： イガ・シフィオンテク

### 男子ダブルス
- 優勝： マルセロ・アレバロ、 マテ・パビッチ

### 女子ダブルス
- 優勝： コリ・ガウフ、 カテリナ・シニャコバ

### 混合ダブルス
- 優勝： ラウラ・シグムント、 エドゥアール・ロジェ＝バセラン

| 前回 2024年全豪オープン | グランドスラム大会 2024年 | 次回 2024年ウィンブルドン選手権 |
| 前回 2023年全仏オープン | 全仏オープン 2024年       | 次回 2025年全仏オープン         |